# La cena de los idiotas (obra de teatro)
La cena de los idiotas (Le Dîner de cons en su versión original) es una obra de teatro del dramaturgo francés Francis Veber, estrenada en 1993.

## Argumento
Pierre Brochant, un editor parisino, celebra cada miércoles con sus amigos, todos ellos importantes hombres de negocios de París, lo que ellos llaman «la cena de los idiotas», un encuentro en el que cada uno de los asistentes debe ir acompañado de un personaje extraño o esperpéntico, del que todos puedan reírse. Aquel que haya presentado al invitado más idiota de la cena recibe el reconocimiento de sus compañeros al final de la velada. 
Con la ayuda de un «ojeador de idiotas», Brochant encuentra a su invitado perfecto, François Pignon, un empleado del Ministerio de Hacienda cuyo hobby es construir maquetas de edificios famosos con cerillas. La tarde antes de la cena, Brochant sufre un ataque de lumbalgia, y su esposa, Christine, se marcha de casa antes de que Pignon llegue. Al no encontrarse en condiciones de acudir a la cena, Brochant pide a Pignon que se marche, pero acaba necesitando su ayuda debido a su dolor de espalda. Brochant recibe una llamada telefónica de Christine en la que le comunica que ha decidido abandonarlo, y solicita la ayuda de Pignon para que haga una serie de llamadas para intentar averiguar dónde encontrar a su mujer. Pero lo único que hace Pignon es meter la pata una y otra vez, llegando a hacer que Christine descubra que Brochant tiene una amante, Marlène Sasseur. 
Brochant pide ayuda también a un antiguo amigo, Juste Leblanc, antiguo novio de Christine y a quien Brochant se la robó. Leblanc llega al apartamento e intenta ayudar a Brochant, pero no puede evitar sufrir incontrolables ataques de risa al ver su mala suerte. Brochant cree que Christine ha ido a ver a Pascal Meneaux, un conocido seductor. Brochant no sabe cómo localizar a Meneaux, y Pignon intenta ayudarlo trayendo a un amigo suyo, Lucien Cheval, un funcionario público que tiene todos los datos de Meneaux en sus archivos. Cheval llega, pero resulta ser un inspector fiscal que está investigando a Meneaux, lo que supone un disgusto más para el acaudalado Brochant, que ha estado evadiendo impuestos, y se ve forzado a esconder todos sus objetos de valor. Cuando Pignon llama a Meneaux por teléfono, Cheval hace un desagradable descubrimiento acerca de su propia esposa y se marcha rápidamente amenazando con someter a Meneaux a una severa inspección y a Brochant también.
Finalmente, Pignon descubre la verdad sobre la cena a la que Brochant le ha invitado, y se siente dolido pero, tan bienintencionado como siempre, intenta arreglar las cosas llamando a Christine, que se encuentra en el hospital tras sufrir un accidente de coche al irse de casa por segunda vez, cuando Pignon la echó al confundirla con la amante de Brochant. Por una vez, Pignon no comete ningún error en la conversación, hablando de forma sincera y emotiva del fin de su propio matrimonio, y logrando convencer a Christine de que la idea de llamarla ha sido suya y no de Brochant.
Sin embargo, tras convencer a Christine de que vuelva a casa, Pignon vuelve a meter la pata al coger el teléfono cuando ella llama para hablar con su marido, después de haberle dicho que la llamaba desde una cabina, y haciéndole creer que solo estaba repitiendo lo que Brochant le indicaba, como había hecho en las llamadas anteriores.

## Representaciones destacadas
- Théâtre des Variétés, París, 18 de septiembre de 1993. Estreno mundial.
  - Dirección: Pierre Mondy.
  - Intérpretes: Jacques Villeret, Claude Brasseur, Michel Robbe, Cécile Pallas.

- Teatro Infanta Isabel, Madrid, 2001.
  - Dirección: Paco Mir.
  - Intérpretes: Pepón Nieto, Luis Tosar, Fermín Herrero, Fernando Huesca.

- Teatro de la Porte Saint-Martin, París, 2007.
  - Dirección: Francis Veber.
  - Intérpretes: Dany Boon, Arthur, Stéphane Bierry.

- Teatro Infanta Isabel, Madrid, 2010.
  - Dirección: Juan José Alfonso.
  - Intérpretes: Josema Yuste (posteriormente sustituido por Edu Soto), Félix Álvarez, Agustín Jiménez (posteriormente sustituido por David Fernández).

## Versiones cinematográficas
En 1998 el propio autor adaptó y dirigió una versión cinematográfica, protagonizada por Jacques Villeret y Thierry Lhermitte. En 2010 se estrenó un remake estadounidense, Dinner for Schmucks, dirigido por Jay Roach y protagonizado por Steve Carell y Paul Rudd.